# Acerra normalis
Acerra normalis là một loài bướm đêm trong họ Noctuidae.